# Сабитова, Лилия Рашитовна
Лилия Рашитовна Сабитова (12 августа 1953, Ташкент) — артистка балета, педагог, балетмейстер. Заслуженная артистка РСФСР (1987). Народная артистка Российской Федерации (1995).

## Биография
Лилия Рашитовна Сабитова родилась 12 августа 1953 года в Ташкенте.
С юных лет увлекалась танцами. Обучалась в детской балетной школе. В своем творчестве соединила академическую балетную подготовку и увлечение современными хореографическими системами.
1971 год — окончила Ташкентское хореографическое училище.
1972 год — проходила стажировку в Московском хореографическом училище у педагога Л. Меньшовой.
1974 год — поступила на работу в «Москонцерт».
1981 год — становится солисткой группы «Камерный балет». Одновременно начинает работу балетмейстером.
1985 год — ведет на телевидении комплекс ритмической гимнастики.
1990 год — художественный руководитель коллектива «Московский Государственный Театр Балета Лилии Сабитовой». В 2000 году коллектив переименован в театр балета «Московия».
В 1987 году ей присвоено звание заслуженной артистки РСФСР, а в 1995 году — народной артистки Российской Федерации.
В качестве художественного руководителя театра, балетмейстера и солистки гастролировала во многих странах мира: США, Китае, Аргентине, Франции, Португалии, Италии, Японии, Испании и Австралии.

## Репертуар

### Участие в балетных постановках
- «Перезвоны» на музыку русских композиторов.
- «Время, вперед!» на музыку Г. В. Свиридова.

### Сольные номера
- «Умирающий лебедь», К. Сен-Санс. Хореография М. М. Фокина.
- «Ковбой», А. Симон.
- «Летите, голуби!», И. Дунаевский.
- Узбекский танец на народную музыку.
- Маша, «Щелкунчик», П. И. Чайковский.
- Одетта-Одиллия, «Жизель», А. Адан.
- Вакханка, «Вальпургиева ночь», Ш. Гуно.
- «Царевна-Лебедь», П. И. Чайковский.

### Монобалеты
- «Эхо Айседоры Дункан в России».
- «Сновидения о Кармен».
- «Сонаты».

### Роли в кино
- 1983 год — «Рецепт её молодости»;
- 1985 год — «Зимний вечер в Гаграх»;
- 2004 год — «Золотая голова на плахе».

## Семья
- Муж — Власов Станислав Константинович — создатель группы «Камерный балет», балетмейстер Большого театра.

## Награды и премии
- 1979 год — 1-я премия VI Bceсоюзного конкурса артистов эстрады.
- 1984 год — 3-я премия Всесоюзного конкурса балетмейстеров в Москве.
- 1987 год — Заслуженный артист РСФСР.
- 1995 год — Народный артист Российской Федерации.
- Лауреат Всесоюзного конкурс исполнителей современного танца в Ленинграде.